# 花岡山文化蛙形玉飾

花岡山文化蛙形玉飾（©Pbdragonwang）

花岡山文化蛙形玉飾，出土於花蓮縣壽豐鄉鹽寮村鹽寮遺址，年代約在距今2,800至2,300年前，是新石器時代花岡山文化代表性玉飾之一，應是作為墜飾使用。

## 概要
岡山文化蛙形玉飾於1994年進行鹽寮遺址發掘工作時發現，其外形如蛙形動物，量測尺寸約高37mm、頭寬25mm、頸寬8mm、足寬26mm、最後厚約12mm、頭厚約10mm、肚厚9.5mm、重量13g，由臺灣閃玉製成，背面雕鑿有一雙圓潤大眼以及分岔雙肢，腹面的頭部則可見有如口一般的缺刻，推測可使用細繩纏繞配戴。本件蛙形玉飾造型特殊而稀少，是臺灣史前時期少有的立體動物形玉飾，且為該類型唯一完整標本，表現出臺灣史前時期精良的玉器製作技術，具有重要歷史文化與藝術價值，並依此於2014年指定為國寶，現典藏於國立臺灣史前文化博物館。